# Sszangjong állomás
Sszangjong (Ssangyong) állomás a szöuli metró 1-es vonalának állomása Dél-Cshungcshong (Chungcheong) tartomány Cshonan (Cheonan) városában.

## Viszonylatok
| 1-es vonal                                       | 1-es vonal                                | 1-es vonal                             |
| ------------------------------------------------ | ----------------------------------------- | -------------------------------------- |
| Pongmjong (Bongmyeong) Szojoszan (Soyosan ) felé | Csanghang (Janghang) szakasz személyvonat | Aszan (Asan) Sincshang (Sinchang) felé |
| Korail                                           |                                           |                                        |
| Pongmjong (Bongmyeong) Cshonan (Cheonan) felé    | Csanghang (Janghang) vonal                | Aszan (Asan) Ikszan (Iksan) felé       |